# Guylaine Cloutier
Guylaine Cloutier (Lévis, 1 de octubre de 1971) es una deportista canadiense que compitió en natación, especialista en el estilo braza.
Ganó cuatro medallas en el Campeonato Pan-Pacífico de Natación, entre los años 1985 y 1995.
Participó en tres Juegos Olímpicos de Verano, entre los años 1988 y 1996, ocupando el cuarto lugar en Barcelona 1992 y el sexto en Atlanta 1996, en la prueba de 100 m braza.

## Palmarés internacional
| Campeonato Pan-Pacífico | Campeonato Pan-Pacífico  | Campeonato Pan-Pacífico | Campeonato Pan-Pacífico |
| Año                     | Lugar                    | Medalla                 | Prueba                  |
| ----------------------- | ------------------------ | ----------------------- | ----------------------- |
| 1985                    | Tokio (Japón)            | Medalla de bronce       | 200 m braza             |
| 1987                    | Brisbane (Australia)     | Medalla de plata        | 100 m braza             |
| 1993                    | Kobe (Japón)             | Medalla de bronce       | 100 m braza             |
| 1995                    | Atlanta (Estados Unidos) | Medalla de plata        | 100 m braza             |